# Amblypygi
Amblypygi, designado também amblipígio, é uma ordem de aracnídeo que está incluída na classe Arachnida, a mesma classe das aranhas, escorpiões e carrapatos. Atualmente são conhecidas cerca 128 espécies em cinco famílias distribuídas por todas as partes do mundo (distribuição cosmopolita). No Brasil tem-se aproximadamente 13 espécies em três famílias (Charinidae, Phrynidae e Phrynichidae),que se distribuem da região do Mato Grosso do Sul para a região norte brasileira, com representantes também em Ilhabela. Ocupam florestas tropicais e subtropicais, sendo que algumas espécies são adaptadas a vida em ambientes áridos, como desertos; também são encontrados em cavernas.

## Características e ciclo de vida
Podendo atingir até 4,5 centímetros de comprimento e achatado dorso-ventralmente, o corpo dos amblipígios é dividido em cefalotórax (prossoma), coberto por uma carapaça única e rígida, pedicelo e abdômen segmentado. O primeiro par de pernas desse animal é extremamente alongado e possui funções sensorial e de comunicação intraespecífica; essas pernas são chamadas pernas anteniformes e não são utilizadas para caminhar. Os amblipígios não possuem glândula de veneno, portanto não oferecem perigo aos humanos. Na região anterior da carapaça, possuem um par de quelíceras bissegmentadas e subqueladas que utilizam para capturar presas com o auxílio dos pedipalpos. Algumas espécies exibem dimorfismo sexual, representado por um pedipalpo maior nos machos.
Como em grande parte dos aracnídeos, os amblipígios digerem seu alimento extracorporeamente, o ingerem líquido e sua excreção é efetuada através das glândulas coxais. A respiração se dá através de pulmões foliáceos e a reprodução pode ser assexuada, por partenogênese, ou sexuada, por transferência indireta de esperma. Neste último caso, a cópula ocorre da seguinte maneira: o macho engaja a fêmea em uma espécie de "dança nupcial" até ela ceder o suficiente para que o macho se aproxime e deposite o espermatóforo; na ponta desse espermatóforo está um saco de esperma que deve ser apreendido pela fêmea. Assim que este estágio é alcançado, o macho segura a fêmea com seus pedipalpos e a desloca para onde o espermatóforo foi depositado, permitindo que ela capture o saco de esperma com seu gonóporo; dessa forma, acontece a fecundação. Após a fecundação (ou não, no caso dos partenogenéticos), a fêmea carrega seus ovos em um saco de ovos localizado embaixo do seu abdômen (na região ventral). Após três meses de desenvolvimento embrionário, os ovos eclodem e dezenas de filhotes migram para cima do abdômen da mãe onde permanecem sob sua proteção; após a primeira muda, os filhotes devem seguir suas vidas longe dos cuidados maternos, caso contrário acabam virando presa daquela que os trouxe à vida.

## Órgãos sensoriais
Amblipígios andam sobre seis pernas, isto acontece porque seu primeiro par de pernas tem função sensorial e não são utilizadas como apoio. Este primeiro par de pernas é chamadas de anteniformes, pois se assemelham a antena dos insetos. Estas estruturas sensoriais recebem  uma variedade de estímulos químicos e mecânicos do ambiente e sua perda ocasiona a inabilidade de capturar presas e de se orientar no ambiente. Há vários receptores de sinais mecânicos e químicos nestas pernas como as cerdas, as sensilas, as fendas e os tricobótrios. Existem poucos tricobótrios nas pernas anteniformes, mas muitos nas pernas utilizadas para caminhar. Estes são responsáveis por perceber a aproximação de presas e de possíveis predadores.
Amblipígios tem quatro pares de olhos, três laterais e um par central. Contudo, esses olhos não são capazes de formar imagem, sendo úteis somente na distinção de claro e escuro (dia/noite, ambiente exposto/ambiente protegido). Muitas vezes esses olhos podem estar ausentes ou reduzidos, principalmente os olhos medianos (os olhos laterais encontram-se ausentes ou reduzidos na maioria das vezes em espécies troglóbias).

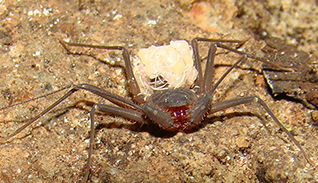
Após a eclosão dos ovos, a mãe carrega seus filhotes sobre o abdômen. Na foto, fêmea de Charinus vulgaris com sua prole.

## Ecologia
Amblipígios são basicamente predadores de "senta e espera". Quando as pernas anteniformes entram em contato com uma possível presa, essas se retraem e o amplipígio se aproxima da presa. Quando perto o suficiente, o amblipígio abre seus pedilpalpos espinhados e ataca a presa. Esta é puxada pelos pedipalpos e as quelíceras a maceram. Como os amblipígios não possuem glândulas de venenos, a presa pode continuar viva nos momentos iniciais do processo de alimentação. Espécies grandes, como por exemplo as dos gêneros Heterophrynus e Trichodamon, se posicionam sobre troncos ou rochas e predam insetos ou pequenos vertebrados. Amblipígios menores, como as espécies do gênero Charinus, possuem comportamento mais ativo (forrageamento). Na maioria das vezes, os amblipígios saem para caçar durante o período da noite.
Em situações de perigo, os amblipígios conseguem soltar uma das pernas de seu próprio corpo para distrair o predador, o que facilita a fuga. Uma vez que a perna é quebrada na articulação patela-tíbia, pode haver regeneração da mesma. Aumenta o número de artículos do apêndice a cada regeneração, sendo que é possível quantificar o número de regenerações da vida de um amblipígio através da contagem destes artículos.
Os amblipígios também se envolvem em disputas territoriais, onde sucedem-se lutas ritualizadas de demonstração de poder. Normalmente, o tamanho do pedipalpo é a medida de força nestes embates.

## História evolutiva e filogenia
Embora ainda seja um assunto bastante debatido, acredita-se que os primeiros amblipígios tenham surgido na Terra durante o período Devoniano. Os primeiros amblipígios de que se tem conhecimento foram encontrados na Inglaterra e na América do Norte. A disseminação destes animais teve início antes da separação da Pangea e da Gondwana. Hoje, os amblipígios possuem distribuição circumtropical, muito embora diferentes subgrupos sejam encontrados em diferentes continentes. 
A linhagem dos amblipígios forma, juntamente com o grupo Araneae (aranhas), um grande grupo denominado Pantetrapulmonata; este grande grupo é monofilético, o que significa que todos os animais representantes dele surgiram a partir de um único ancestral comum. Estudos mais recentes afirmam que amblipígios também possuem relações de parentesco bem próximas a outros dois grupos de animais, Thelyphonida e Schizomida.  
Amblipígios estão divididos em duas subordens, Paleoamblypygi e Euamblypygi. Paleoamblypygi é composta por apenas uma única espécie extinta, anteriormente distribuída pela África; Euamblypygi engloba quatro famílias, 16 gêneros e cerca de 150 espécies distribuídas pelo mundo todo. Dados mais recentes indicam que o número de espécies extintas foi elevado para 9, com registros na Europa, América do Norte e Brasil.

## Diversidade
Charinidae Quintero, 1986 (Cosmopolita)
- Catageus Thorell, 1889 (1 espécie - Catageus pusillus)
- Charinus Simon, 1892 (48 espécies); 8 no Brasil
- Sarax Simon, 1892 (16 espécies)

Charontidae Simon, 1892 (Sudeste Asiático e Norte da Austrália)
- Charon Karsch, 1879 (5 espécies)
- Stygophrynus Kraepelin, 1895 (7 espécies)

Phrynichidae Simon, 1900 (África, Ásia e América do Sul)
- Damon C. L. Koch, 1850 (11 espécies)
- Musicodamon Fage, 1939 (1 espécies - Musicodamon atlanteus)
- Phrynichodamon Weygoldt, 1996 (1 espécie - Phrynichodamon scullyi)
- Euphrynichus Weygoldt, 1995 (2 espécies)
- Phrynichus Karsch, 1879 (16 espécies)
- Trichodamon Mello-Leitão, 1935 (2 espécies);  ambas no Brasil
- Xerophrynus Weygoldt, 1996 (1 espécie - Xerophrynus machadoi)

Phrynidae Blanchard, 1852 (América do Sul, América Central, América do Norte e Indonésia)
- Heterophrynus Pocock, 1894 (12 espécies); 4 no Brasil
- Acanthophrynus Kraepelin, 1899 (1 espécie - Acanthophrynus  coronatus)
- †Electrophrynus Patrunkevich, 1971 (1 espécie; Oligoceno Tardio – Mioceno Inferior - Electrophrynus mirus)
- Paraphrynus Moreno, 1940 (19 espécies)
- Phrynus Lamarck, 1801 (31 espécies, Oligoceno - Recente); 1 Brasil

'''Paracharontidae''' Weygoldt, 1996 (Oeste da África)
- †Graeophonus Scudder, 1890 (2-3 espécies, Carbonífero)[8]
- Paracharon Hansen, 1921 (1 espécies - Paracharon caecus)

Incertae sedis
- †Sorellophrynus Harvey, 2002 (1 espécie, Carbonífero Superior - Sorellophrynus carbonarius)
- †Thelyphrynus Petrunkevich, 1913 (1 espécie, Carbonífero Superior - Thelyphrynus elongatus)

## Curiosidades
No quarto filme da série de filmes de Harry Potter, Harry Potter e o Cálice de Fogo, há uma cena onde o professor Alastor "Olho Tonto" Moody (Mad Eye, em inglês) pega em suas mãos o que claramente é um amblipígio. O animal aparece no filme em uma das aulas de bruxaria, provavelmente devido a sua aparência exótica e seu caráter desconhecido e pouco estudado. No entanto, há um erro em uma das frases proferidas pelo professor: "but if she bites... she's lethal!" ("mas se ela picar...ela é letal"). Os amblipígios não possuem veneno e, portanto, não oferecem perigo ao ser humano.

## Pesquisadores
Um dos maiores especialistas do mundo no grupo foi (e ainda é) o alemão Peter Weygoldt que produziu dezenas de artigos sobre taxonomia, comportamento e filogenia desses animais. Além dele, no âmbito internacional, Frederic Henry Gravely (Inglaterra), Diomedes Quintero (Panamá), Luis de Armas (Cuba), Mark Harvey (Austrália) e Chayo Rahmadi (Indonésia), Eileen Hebets (EUA) produziram e alguns ainda produzem grandes contribuições ao conhecimento dos Amblypygi. No Brasil, além de diversas contribuições de pesquisadores internacionais, alguns cientistas do próprio país produziram a respeito da taxonomia de amblipígios, como Cândido Firmino de Melo-Leitão, Ricardo Pinto da Rocha, Renner Carqueira Baptista, Alessandro Ponce de Leão Giupponi e Gustavo Silva de Miranda.

## Popularização na mídia
Um amblipígio extinto do Período Cretáceo aparece na obra de ficção-científica brasileira "Realidade Oculta".